# 李新建
李新建（1954年—）籍贯不详，中国共产党及中华人民共和国官员。

## 生平
李新建是高级政工师，大学文化。2001年2月起，任中共中央办公厅机关精神文明建设领导小组办公室主任、助理巡视员。2004年6月起，任中共中央办公厅机关党委副书记兼中共中央办公厅机关精神文明建设领导小组办公室主任；2006年1月起兼任中共中央办公厅人事局副局长。2008年3月起，任中国石油化工集团公司办公厅副主任、中国石化总裁办公室副主任（正职待遇）。2012年5月起，任中国石化监事。